# Margareta Schönström
Hildegard Margareta Johanna Schönström (6. december 1899 i Malmö – 7. maj 1982 i Stockholm), var en svensk skuespillerinde og sangerinde. Hun var gift med Thor Modéen 1924-1943 samt 1948-1950 og var storesøster til Ulla Billquist. Hun var aktiv som sangerinde under pseudonymet Greta Alda

## Medvirken som skuespiller
- Augustas lilla felsteg 1933
- Den gamla gården 1930
- Gamla gatans karneval 1923

## Diskografi i udvalg
- Fem smutsiga små fingrar (Two dirty little hands) – med Helge Lindberg piano
- Jungfrun går i ringen – med akkompagnement af piano
- När lillan kom till jorden – med Helge Lindberg, piano
- Om din kärlek drömmer jag – med Thor Modéen
- Sov du lilla vide ung – med akkompagnement af piano
- Den lilla Mimosa (fra den svenske film Styrman Karlssons flammor)